# 苏勒库瓦提河
苏勒库瓦提河，一作苏里库瓦提河、苏里库哇提沟，又名伊力克河，位于中华人民共和国新疆维吾尔自治区喀什地区南部地区的一条河流，是叶尔羌河上游左岸支流。上游称沙隆格帕河，发源于叶城县西南部喀喇昆仑山脉沙斯库木巴塔格山冰川区西端的阿吉里捷普桑山隘南侧，向南流约15千米后转西流，进入塔什库尔干县境内，西行约10千米后转西北流，之后干流大体向北流，于塔什库尔干县达布达尔乡热斯喀木村东南约2.5千米汇入叶尔羌河。河流全长115千米，流域面积2122平方千米，年均径流量约5.9亿立方米。苏勒库瓦提河下游左岸支流阿格勒达坂沟是通往乔戈里峰及喀喇昆仑山脉高山区探险旅行的主要通道。